# Gregg Edelman
Gregg Edelman (Chicago, 12 settembre 1958) è un attore statunitense.

## Biografia
Ha studiato alla Northwestern University, prima di debuttare a Broadway nel 1979, nella produzione originale del musical Evita. Da allora ha continuato a recitare a Broadway e per il suo lavoro ha ricevuto quattro candidature ai Tony Award: una al miglior attore protagonista in un musical per City of Angels (1990) e tre al miglior attore non protagonista in un musical per Anna Karenina (1993), 1776 (1998) ed Into the Woods (2002).
È stato sposato con l'attrice Carolee Carmello dal 1995 al 2015 e la coppia ha avuto due figli, Ethan e Zoe.

## Filmografia parziale

### Cinema
- Gioco mortale (The Manhattan Project), regia di Marshall Brickman (1986)
- Crimini e misfatti (Crimes and Misdemeanors), regia di Woody Allen (1988)
- Green Card - Matrimonio di convenienza (Green Card), regia di Peter Weir (1990)
- Il club delle prime mogli (The First Wives Club), regia di Hugh Wilson (1996)
- Il prezzo della libertà (Cradle Will Rock), regia di Tim Robbins (1999)
- Colpevole d'omicidio (City by the Sea), regia di Michael Caton-Jones (2002)
- Hollywood Ending, regia di Woody Allen (2002)
- Spider-Man 2 , regia di Sam Raimi (2004)
- Little Children, regia di Todd Field (2006)
- Ricatto d'amore (The Proposal), regia di Anne Fletcher (2009)
- Liberal Arts, regia di Josh Radnor (2012)
- Night Has Settled, regia di Steve Clark (2014)
- Anche io (She Said), regia di Maria Schrader (2022)
- E all'improvviso arriva l'amore (She Came to Me), regia di Rebecca Miller (2023)

### Televisione
- Law & Order - Unità vittime speciali (Law & Order: Special Victims Unit) – serie TV, 2 episodi (2003-2005)
- Law & Order: Criminal Intent – serie TV, un episodio (2005)
- Evil – serie TV, episodio 1x05 (2019)

## Doppiatori italiani
Nelle versioni in italiano delle opere in cui ha recitato, Gregg Edelman è stato doppiato da:
- Alberto Caneva in Crimini e misfatti
- Paolo Maria Scalondro in Green Card - Matrimonio di convenienza
- Enrico Pallini ne Il club delle prime mogli
- Massimo De Ambrosis in Colpevole d'omicidio
- Roberto Certomà in Spider Man 2
- Lorenzo Scattorin in Law & Order: Criminal Intent
- Angelo Maggi in Little Children
- Antonio Palumbo in The Good Wife
- Luca Dal Fabbro in Blue Bloods
- Stefano Santerini ne La fantastica signora Maisel